# Darryl Banks
Darryl Banks (* 7. Juni 1964), auch bekannt als Banx, ist  ein US-amerikanischer Comiczeichner und -maler.

## Biographie
Banks, der aus einer afroamerikanischen Familie stammt, begann Ende der 1980er Jahre als hauptberuflicher Comic-Künstler zu arbeiten. Seine erste professionelle Arbeit lieferte er mit der Reihe Cyberpunk ab, einer der ersten gemalten Comicserien überhaupt. 
Danach gestaltete Banks gemeinsam mit dem Autor Mark Ellis die Serie The Justice Machine, die zunächst von dem US-amerikanischen Verlag Innovation und später von dessen Konkurrenten Millennium vertrieben wurde. Für Millennium zeichnete Banks zudem Comicadaptionen von Fernsehserien wie The Wild Wild West, Doc Savage und The Monarch of Armageddon.
1993 wurde Banks schließlich als Stammzeichner der bei DC-Comics erscheinenden Superhelden-Comicserie Green Lantern engagiert, die er knapp acht Jahre lang bis 2001 künstlerisch betreute (Ausgaben 50 bis 142). Seine kreativen Partner bei dieser Serie waren die Autoren Ron Marz (bis 1999) und Judd Winick sowie die Tuschezeichner Joe Rubinstein und Romeo Thangal.